# Yes-R

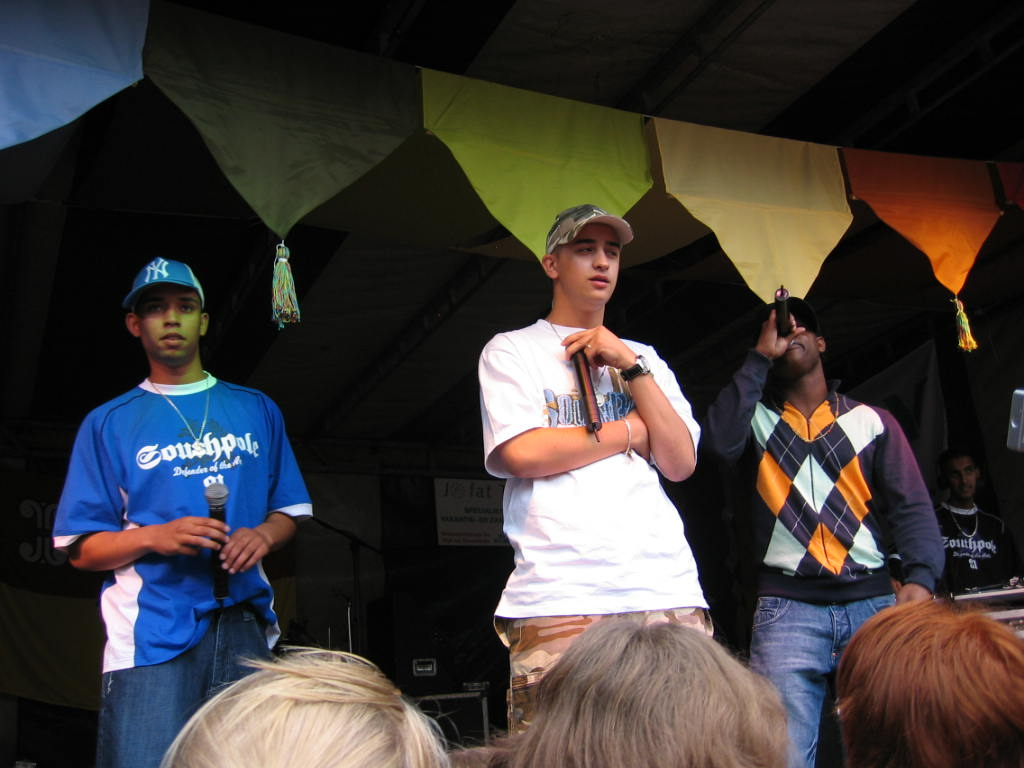
Yes-R samen met Soesi B, Derenzo en DJ Kesh tijdens Kleurrijk Wijk in 2005.

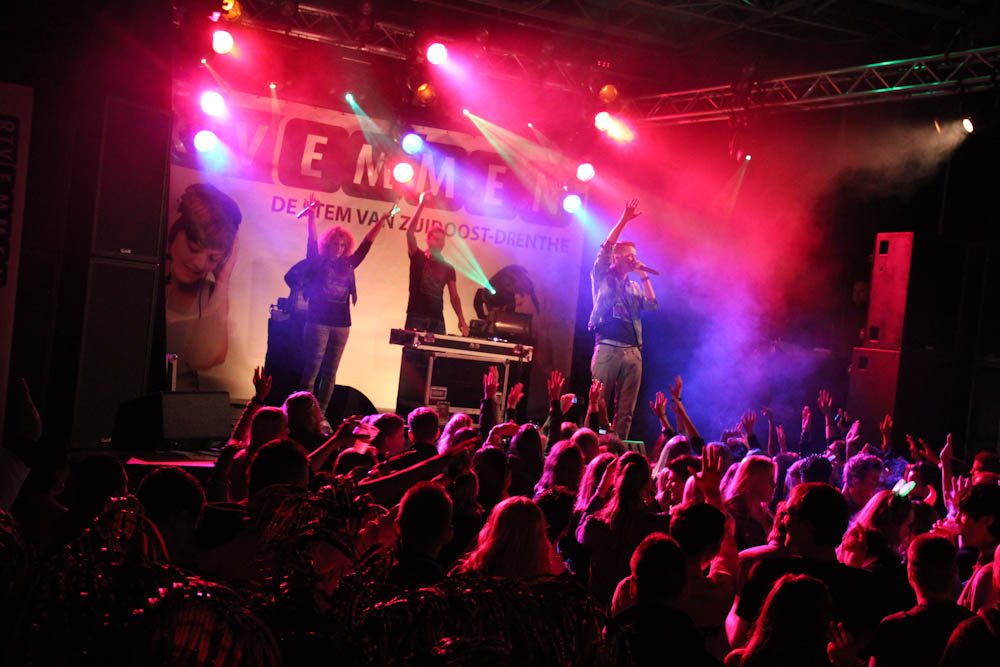
Yes-R tijdens de Gouden Pijl (2012).

Yesser Roshdy (Amsterdam, 2 november 1986), beter bekend onder zijn artiestennaam Yes-R, is een Nederlands rapper, presentator en acteur van Marokkaans-Egyptische afkomst. Als rapartiest behoorde hij tot de formatie D-Men en als acteur was hij te zien in de films 'n Beetje verliefd, Gangsterboys, Shouf Shouf Zombibi en Mijn opa de bankrover.

## Rapcarrière
Yes-R is opgegroeid in Amsterdam-Oost. Geïnspireerd door zijn neef Ali B begon Yes-R op zijn 12e met rappen. Een jaar later deed hij voor het eerst mee aan een talentenjacht, waarin hij direct de tweede plaats behaalde. In 2003 introduceerde rapper Negativ hem bij Lange Frans van D-Men, die zijn producer werd. Het eerste nummer Chickiesflasher werd een undergroundhit en staat op de compilatie-cd De Gastenlijst. Samen met Baas B had hij een hit met Sletje. Hij won de auditieronden voor een kippen-reclame en kreeg zodoende meer naamsbekendheid. Hieruit volgde een deelname op de debuutsingle Laat je gaan van Maritza.
In 2004 won Yes-R de publieksprijs van de "Grote prijs van Nederland". Dit zorgde voor veel publiciteit en dus meer bekendheid. Op de straatremixes 2 en 3 zijn veel nummers van Yes-R te beluisteren.
Na de moord op Theo van Gogh besloot Yes-R samen met Ninthe (bekend van het nummer Zinloos) en Riza een antwoord te geven op alle geluiden die er vanuit de maatschappij te horen waren. Dit resulteerde in het nummer Actueel vandaag, dat nooit commercieel werd uitgebracht.
Yes-R verliet D-Men in 2005 en tekende bij het label van zijn neef Ali B. Zijn debuutalbum Mijn pad kwam korte tijd later in de winkel. Op dit album vertelt Yes-R zijn persoonlijke verhaal over zijn leven, visies en toekomstperspectief. Samen met Soesi B als back-up, zanger Derenzo en DJ Kesh toerde Yes-R door heel Nederland.
Yes-R begon zich te richten op een breed publiek en verschijnt op de dvd en in de tv-uitzending van Kinderen voor Kinderen 2005 (= KvK deel 26). Yes-R zingt het nummer Terug naar toen. In andere kinderprogramma's was Yes-R ook te zien. Ook werd Yes-R diverse keren uitgenodigd voor praatprogramma's. Yes-R werd hierdoor een van de bestverkochte rappers van het land. Een gevolg hiervan was dat hij op 13 oktober 2006 zijn eerste TMF Award won, in de categorie "Beste Nieuwkomer".
Zijn eerste single werd in maart uitgebracht onder de naam Stel je voor, met Baas B. Hoewel dit nummer in de hitlijsten hoge ogen scoorde werd hij bij het grote publiek pas echt bekend toen hij samen met Brace en Ali B het nummer Leipe Mocro Flavour uitbracht. Dit nummer haalde een nummer 2-positie in de Top 40 en een nummer 3-positie in de Mega Top 50.
Yes-R scoorde diverse hits, maar kreeg ook veel kritiek in de Nederlandse hiphopscene, onder andere van het fictieve rapduo Youssef en Kamal. Met een 'disstrack' lieten de rappers weten dat Yes-R zijn krediet als mocro (in hun ogen de Marokkaanse identiteit) van de straat had verloren en hij te veel was ingeburgerd. Eind juni 2008 stond Yes-R met Uit elkaar op 1 in Suriname. In Nederland kwam het nummer tot 14. Later kwam hij met de single Vecht mee met Chantal Janzen, wat een gevoelige track is over kanker. Samen met Amerikaanse rapper Akon en Ali B, maakte hij een remix van het nummer Ghetto.
Yes-R ging zich naast het rappen ook richten op televisieprogramma's. Hij presenteerde Hihi met SiSi, Gek op jou! en The Next Pop Talent.
In 2009 won Yes-R een TMF Award en maakte een hit met het nummer Mee naar huis samen met de rappers Soesi B en Darryl. Op 13 oktober 2009 werd hij vader van een zoontje. Kort daarna kwam de single Me Boy uit van Yes-R, Lange Frans en Ali B.
In 2011 bracht hij nog een single uit, Ik blaas, samen met Soesi B. Op 14 september 2012 kwam zijn derde album Fashion uit. Op 2 april 2013 verscheen de videoclip van "Till the Sun Comes Up", een liedje van de Deense zangeres Sisse Marie. Op dit liedje maakte Yes-R een gastverschijning.

### Prijzen
| Jaar                 | Prijs                     | Categorie                    | Muziek/Film                           | Nummer     |
| Rapprijzen           | Rapprijzen                | Rapprijzen                   | Rapprijzen                            | Rapprijzen |
| -------------------- | ------------------------- | ---------------------------- | ------------------------------------- | ---------- |
| 2004                 | Grote Prijs van Nederland | Publieksprijs                |                                       |            |
| 2005                 | Dutch Mobo Award          | Beste Single                 | Leipe Mocro Flavour met Ali B & Brace |            |
| 2006                 | TMF Awards 2006           | Beste Nieuwkomer             |                                       |            |
| 2009                 | TMF Awards                | TMF Pure Award               |                                       |            |
| Filmprijzen          |                           |                              |                                       |            |
| 2007                 | Gouden Film               | 100.000 bezoekers            | 'n Beetje verliefd                    |            |
| 2010                 | Gouden Film               | 100.000 bezoekers            | Gangsterboys                          |            |
| Persoonlijke prijzen |                           |                              |                                       |            |
| 2007/2008            | Girlz! Award              | Hunk van Het Jaar            |                                       | Winnaar    |
| 2007/2008            | Hitkrant Award            | Hunk van Het Jaar            |                                       | Winnaar    |
| 2009                 | Hitkrant Award            | Hittengolf Hunk van het Jaar | Laatste 10                            |            |

## Tv-carrière
Yes-R was te zien in de overheidscampagne voor een veiliger Nederland. Samen met Baantjer-personage De Cock probeert hij de jongeren te laten zien door middel van een rap dat ze een eigen keus hebben, en dus niet met de rest hoeven mee te lopen.
In 2006 maakte Yes-R zijn debuut als acteur, toen hij een hoofdrol kreeg in de film 'n Beetje verliefd van regisseur Martin Koolhoven. De film is op 14 december 2006 in première gegaan. Voor deze film schreef Yes-R de titelsong 'n Beetje verliefd, wat zijn eerste top 40-notering als solo-artiest betekende. Yes-R was eerder al actief in de filmwereld, hij was vaak aanwezig bij Nederlandse premières om hiervan verslag te doen. Hij deed dit voor het televisieprogramma JENSEN!.
In 2008 presenteerde Yes-R voor Nickelodeon het programma Hihi met Sisi, waarin kinderen hun leraar, sportleraar of andere mensen in de maling konden nemen. Op 1 maart 2008 was hij gastpresentator van de Kids Top 20 omdat Monique Smit problemen had met haar stembanden. Yes-R was in 2009 te horen in de film Sunshine Barry en de discowormen. In deze animatiefilm had Yes-R de stem van Tito, de bassist van de band. Samen met Jim en Sita had Yes-R de hoofdrol. In 2010 had hij, samen met rapper Turk, de hoofdrol in de film Gangster Boys.
In 2011 was Yes-R een van de deelnemers aan het eerste seizoen van Ali B op volle toeren en werd daarbij gekoppeld aan de Duitse schlagerzanger Dennie Christian. Volgens de formule van dit programma maakte Dennie een schlagerversie van Yes-R's nummer Uit elkaar en moest de rapper – samen met presentator Ali B en producer Brownie Dutch – een rapremake maken van Christians meervoudige hit Rosamunde (1975). Deze 2011 versie van Rosamunde bereikte nummer 38 in de Nederlandse Top 40 en nummer 7 in de Single Top 100. Rosamunde 2011 stond 2 weken genoteerd in de Nederlandse Top 40.
Vanaf 2011 tot 2017 was Yes-R presentator van het op NPO 3 uitgezonden programma Gek op jou!, waarin hij wanhopige kinderen helpt die in het geheim een oogje op iemand hebben door te rappen voor de beminde.
In 2012 nam Yes-R deel aan het programma De beste zangers van Nederland.
In september 2017 was Yes-R te zien in het RTL 4 programma The Big Music Quiz, hij zat in het verliezende team.
In mei 2019 werd bekend dat Yes-R tijdens de Africa Cup 2019 in Egypte als analist zal optreden bij Fox Sports. Ook maakte hij een reportage voor de zender genaamd; "Yes-R’s vaderland: voetbalgek Egypte".

## Discografie

### Albums
| Album met eventuele hitnotering(en) in de Nederlandse Album Top 100 | Datum van verschijnen | Datum van binnenkomst | Hoogste positie | Aantal weken | Opmerkingen |
| ------------------------------------------------------------------- | --------------------- | --------------------- | --------------- | ------------ | ----------- |
| Mijn pad                                                            | 2005                  | 10-09-2005            | 48              | 3            |             |
| Zakenman                                                            | 2007                  | 16-06-2007            | 48              | 4            |             |
| Zakenman II                                                         | 2008                  | -                     |                 |              |             |
| Mixtape Dierentuin                                                  | 2009                  | -                     |                 |              |             |
| Fashion                                                             | 14-09-2012            | 22-09-2012            | 54              | 2            |             |
| El Patrón                                                           | 28-04-2017            | -                     | -               | -            | EP          |
| De Belofte                                                          | 20-03-2020            | -                     | -               | -            |             |
| Nog States                                                          | 10-10-2024            | -                     | -               | -            | EP          |

### Singles
| Single met eventuele hitnotering(en) in de Nederlandse Top 40 | Datum van verschijnen | Datum van binnenkomst | Hoogste positie | Aantal weken | Opmerkingen                                                    |
| ------------------------------------------------------------- | --------------------- | --------------------- | --------------- | ------------ | -------------------------------------------------------------- |
| Leipe mocro flavour                                           | 2005                  | 02-04-2005            | 2               | 11           | met Ali B en Brace / Nr. 2 in de Single Top 100                |
| Stel je voor                                                  | 2005                  | 09-04-2005            | 37              | 3            | met Baas B / Nr. 43 in de Single Top 100                       |
| Kan me niet meer schelen                                      | 2005                  | 02-07-2005            | tip7            | -            | met Eddy Zoëy / Nr. 63 in de Single Top 100                    |
| Fissa                                                         | 2005                  | 03-09-2005            | tip2            | -            | met Derenzo / Nr. 32 in de Single Top 100                      |
| Mijn pad                                                      | 2005                  | 26-11-2005            | tip2            | -            | Nr. 31 in de Single Top 100                                    |
| Ghetto (remix)                                                | 2006                  | 18-02-2006            | 3               | 13           | met Akon en Ali B / Nr. 2 in de Single Top 100                 |
| Rampeneren                                                    | 2006                  | 06-05-2006            | 4               | 15           | met Ali B & The Partysquad / Nr. 6 in de Single Top 100        |
| Mammie                                                        | 2006                  | 24-06-2006            | 27              | 3            | met Brace / Nr. 17 in de Single Top 100                        |
| 'n Beetje verliefd                                            | 2006                  | 30-12-2006            | 17              | 10           | Soundtrack 'n Beetje verliefd / Nr. 23 in de Single Top 100    |
| Hey schatje!                                                  | 2007                  | 16-06-2007            | tip4            | -            | met Soesi B / Nr. 75 in de Single Top 100                      |
| Groupie love                                                  | 2007                  | 10-11-2007            | 9               | 10           | met Ali B, Darryl & Gio / Nr. 3 in de Single Top 100           |
| Uit elkaar                                                    | 2008                  |                       | 14              | 7            | Nr. 14 in de Single Top 100                                    |
| Bij je zijn                                                   | 2008                  | 05-07-2008            | tip14           | -            | met Fouradi / Nr. 36 in de Single Top 100                      |
| Vecht mee                                                     | 2008                  | 29-11-2008            | tip14           | -            | met Chantal Janzen / Nr. 10 in de Single Top 100               |
| Me boy                                                        | 2009                  | 19-12-2009            | tip11           | -            | met Ali B en Lange Frans                                       |
| Gangsterboys                                                  | 2010                  | 27-03-2010            | tip14           | -            | met Darryl, Sjaak & Soesi B / Nr. 16 in de Single Top 100      |
| Rosamunde 2011                                                | 2011                  | 26-02-2011            | 38              | 2            | met Ali B & Brownie Dutch / Nr. 7 in de Single Top 100         |
| What a wonderful world                                        | 2011                  | 05-11-2011            | tip7            | -            | met Dean Saunders / Nr. 7 in de Single Top 100                 |
| Als er geen morgen was                                        | 2012                  | -                     |                 |              | Soundtrack Zombibi / Nr. 78 in de Single Top 100               |
| Heimwee                                                       | 2012                  | 31-03-2012            | tip5            | -            | met Angela / Nr. 31 in de Single Top 100                       |
| Ben je ook voor Nederland? - De geluksvogeltjesdans           | 15-05-2012            | 02-06-2012            | 3               | 4            | met Wolter Kroes & Ernst Daniël Smid Nr.4 in de Single top 100 |
| Dirty minds                                                   | 2012                  | -                     |                 |              | met Nils van Zandt / Nr. 76 in de Single Top 100               |
| Bubbels                                                       | 2013                  | -                     |                 |              | met Sidney Samson / Nr. 98 in de Single Top 100                |
| Koninkrijk                                                    | 2014                  | -                     |                 |              | met Charlotte / Nr. 67 in de Single Top 100                    |
| That's life                                                   | 2015                  | -                     |                 |              | met Dopebwoy & Soesi B                                         |
| Hallo                                                         | 2015                  | -                     |                 |              | met Jayh & Issy                                                |
| Ready for ya                                                  | 2016                  | -                     |                 |              | met SBMG & Soesi B                                             |
| Kleine meid                                                   | 2016                  | -                     |                 |              | met Nicolas Iverson                                            |
| Nu zie je                                                     | 2016                  | -                     |                 |              | met Lijpe                                                      |
| Verder                                                        | 2016                  | -                     |                 |              | met Tim Akkerman                                               |
| Eigen ding                                                    | 2017                  | -                     |                 |              | met Kosso & DinDin                                             |
| Diep in de nacht                                              | 2017                  | -                     |                 |              | met Livv                                                       |
| Streets                                                       | 2018                  | -                     |                 |              | met Anu-D                                                      |
| On The Road                                                   | 2018                  | -                     |                 |              |                                                                |
| Day One                                                       | 2018                  | -                     |                 |              | met Soes                                                       |
| All I Need                                                    | 2019                  | -                     |                 |              | met Rakimster                                                  |
| Calippo                                                       | 2019                  | -                     |                 |              | met Jordiz                                                     |
| Tokyo Drift                                                   | 2019                  | -                     |                 |              |                                                                |
| Easy                                                          | 2020                  | -                     |                 |              | met Emzi bonn                                                  |
| Ik draai                                                      | 2021                  | -                     |                 |              | met Koen van Heest                                             |
| Niemand                                                       | 2022                  | -                     |                 |              | met Jessey Fields                                              |
| My Way                                                        | 2023                  | -                     |                 |              | met Anu-D                                                      |
| Gek op jou                                                    | 2023                  | -                     |                 |              | met Koen van Heest                                             |